# Mikroprojektor
Ein Mikroprojektor ist eine Einrichtung, mit der transparente Mikropräparate mit Licht auf eine Bildwand stark vergrößert projiziert werden.
Dadurch ist eine gleichzeitige Betrachtung des Mikropräparates durch mehrere Zuschauer möglich.

## Projektionsmikroskop
Mit einem Projektionsmikroskop wird das Präparat auf eine transparente Bildwand projiziert, die mit dem Mikroskop eine Einheit bildet. Wenn das Bild aus einem normalen Abstand von ca. 25 cm betrachtet wird, sind im projizierten Bild alle Einzelheiten erkennbar, die auch bei direkter Betrachtung durch ein Mikroskop gleicher Vergrößerung erkennbar sind. Das Gerät kann zweckmäßig für die Mengenbestimmung von Teilchen oder auch für eine Größenbestimmung benutzt werden.

## Beleuchtung mit einfachem Kondensor

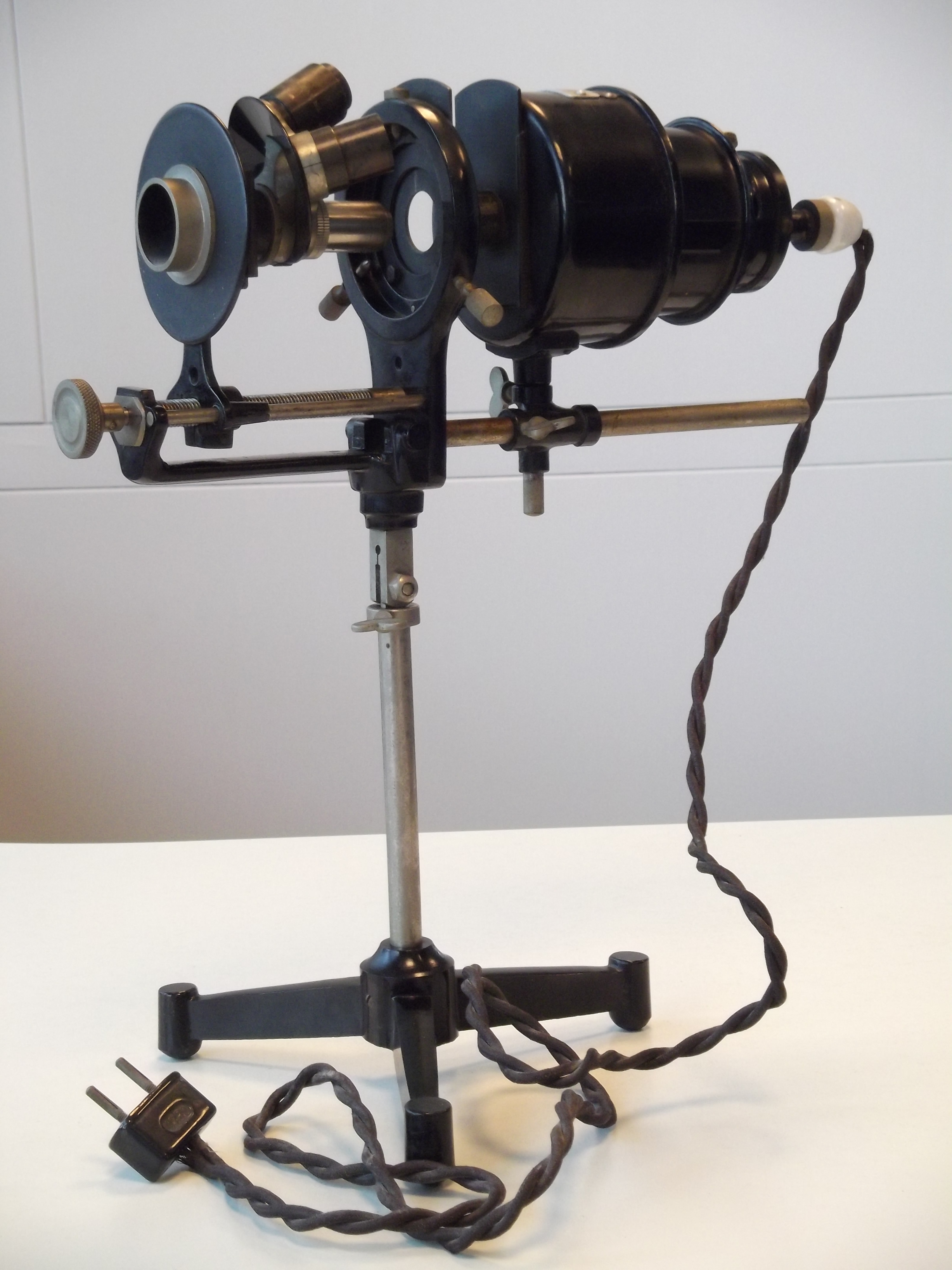
Einfacher Mikroprojektor, Liesegang Mikrolyt III
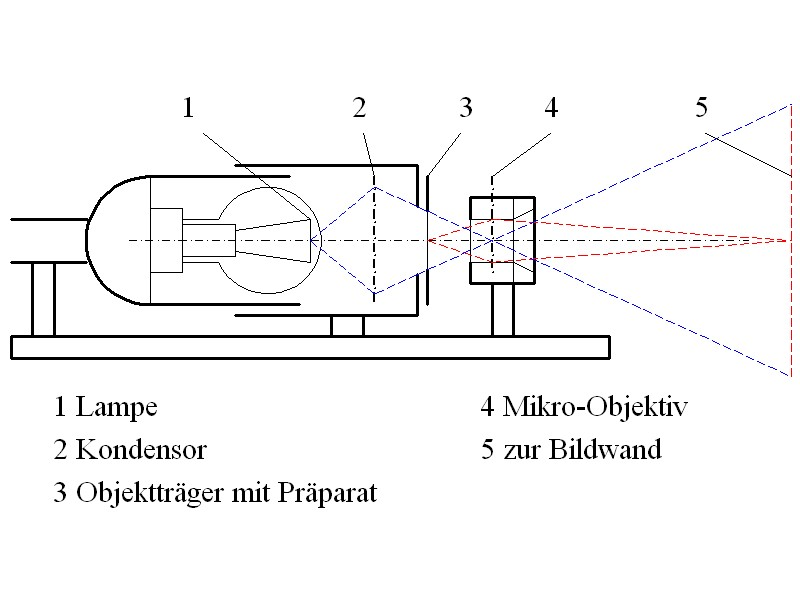
Strahlengang bei Mikrolyt
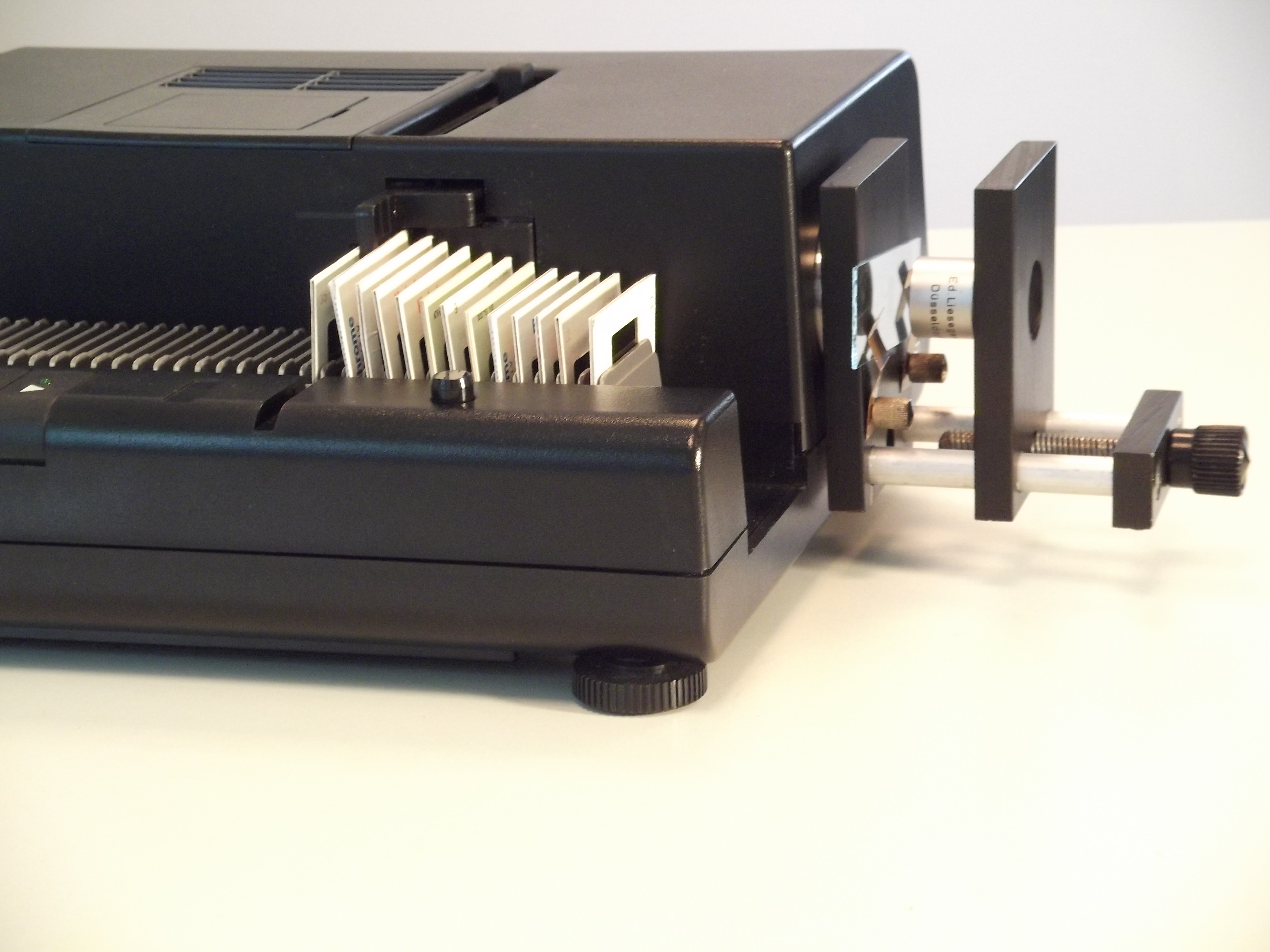
Mikrovorsatz für einen Diaprojektor
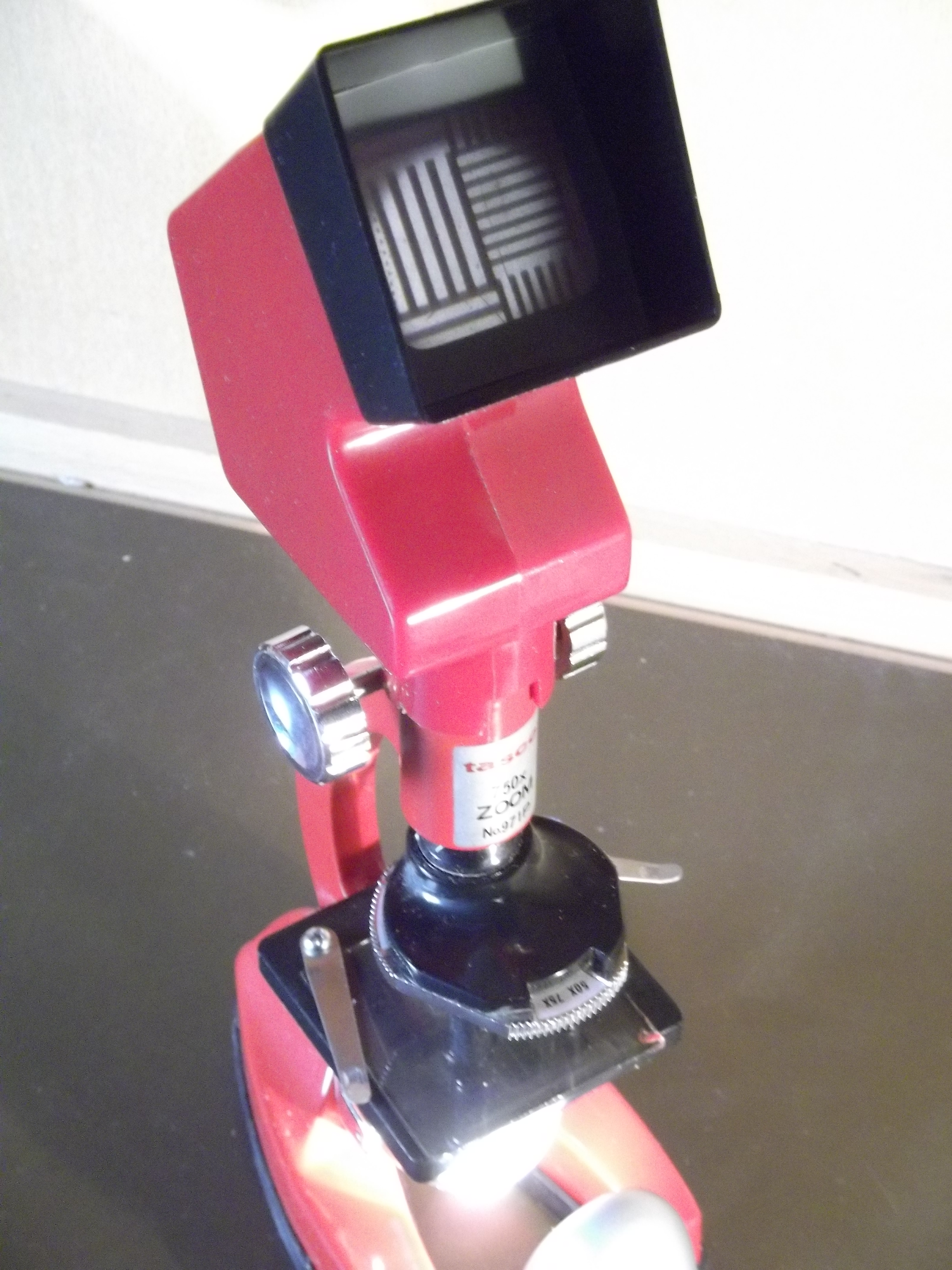
Einfaches Mikroskop, Projektion auf eine transparente Bildwand, Beleuchtung über einen Umlenkspiegel
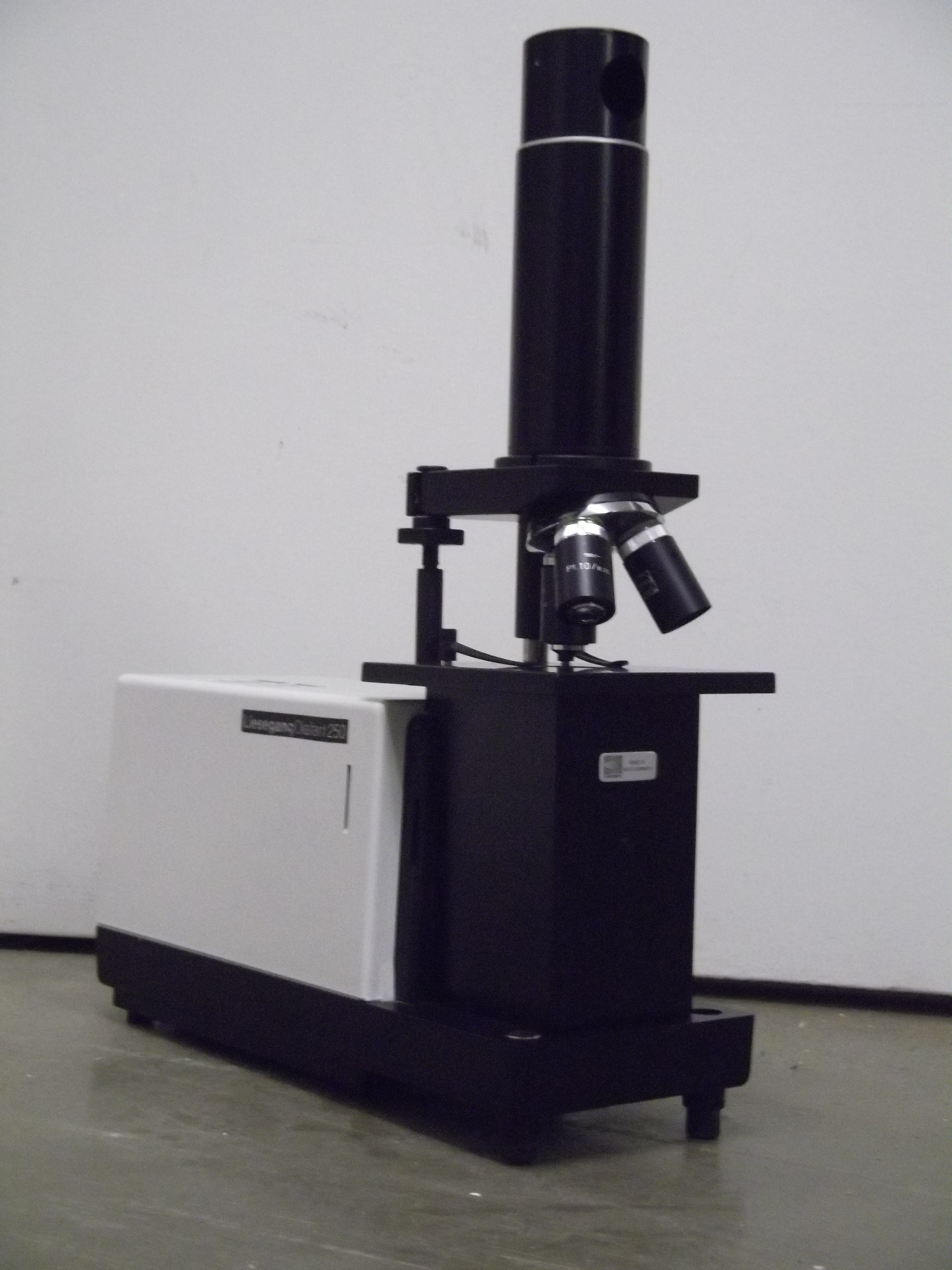
Mikrovorsatz mit Objektiv und Okular für einen Diaprojektor

Für eine begrenzte Vergrößerung (etwa 250×) reicht eine Beleuchtung nach dem Prinzip des Diaprojektors (verflochtener Strahlengang). Ein Kondensor bildet das Leuchtfeld der Lampe im Mikro-Objektiv ab. Das Präparat wird vom Mikro-Objektiv auf eine Bildwand projiziert.
Eine einfache Lösung für Übersichtspräparate kann ein Mikrovorsatz für einen Diaprojektor sein. Das Objektiv des Diaprojektors wird gegen den Mikrovorsatz ausgetauscht. Auch hier wird das Leuchtfeld der Lampe über zusätzliche Kondensorlinsen im Mikro-Objektiv abgebildet.

## Beleuchtung nach „Köhler“
Soll die Mikroprojektion mit starken Mikro-Objektiven in möglichst hoher Beleuchtungsstärke feine Einzelheiten wiedergeben, muss eine Beleuchtung nach dem Köhlerschen Verfahren vorgesehen werden. Die Wirkungsweise besteht aus mehreren, ineinander verschachtelten Abbildungsvorgängen. Dabei wird das Bild der Lichtquelle optimal im Objektiv abgebildet. Durch entsprechende Irisblenden wird nur der Teil des Präparates beleuchtet, der projiziert werden soll, die anderen Teile werden zur Schonung abgeschattet. Das Mikro-Objektiv wird zusätzlich ergänzt durch das Okular, mit dem das Zwischenbild vom Objektiv auf die Bildwand projiziert wird.

## Projektion mit einem Zwischendia oder mit einem Videoprojektor
Alternativ zur direkten Mikroprojektion ist auch die Verwendung eines „Zwischendias“ möglich. Dieses Dia kann mit einem Diaprojektor projiziert werden und die Bedingungen für eine gute Projektion können besser eingehalten werden.
Die gleichen Bedingungen gelten auch für die elektronische Übertragung und der Aufbereitung der Daten aus dem Mikroskop zur Projektion mit einem Videoprojektor.

## Bemerkung zu Betrachtungsbedingungen
Für die Mikroprojektion müssen besondere Betrachtungsbedingungen eingehalten werden. Bedingt durch die vom Auge begrenzte Auflösung und Erkennbarkeit von kleinen Details muss, der Betrachtungsabstand des projizierten Bildes reduziert werden. Er wird zweckmäßig auf die 2- bis 3-fache Bildwandbreite begrenzt sein. Ein weiterer Gesichtspunkt ist die geringe Bildhelligkeit. Die Beleuchtungsstärke des projizierten Bildes auf der Bildwand soll 5-mal höher als die Beleuchtungsstärke des Raumlichtes sein, deshalb sollte der Raum stark abgedunkelt werden.